# Hermann Hadenfeldt
Hermann Hadenfeldt (* 9. Juli 1872 in Brunsbüttel; † 22. Januar 1961 in Heide) war ein deutscher Politiker (Deutschnationale Volkspartei) und Bürgermeister der Städte Delmenhorst und Heide.

## Leben
Der promovierte Jurist Hadenfeldt war von 1902 bis 1903 Hilfsrichter in Wandsbek. 1903 wurde er auf sechs Jahre zum Bürgermeister der Stadt Heide gewählt. „In dieser Zeit hatte er sich wiederholt durch Verbote von öffentlichen Veranstaltungen der Gewerkschaften und der SPD hervorgetan“, schrieb der Historiker Ulrich Pfeil 1997. In der Zeit von 1909 bis 1919 war Hadenfeldt Bürgermeister in Delmenhorst, wo er später bis 1928 eine Praxis als Rechtsanwalt und Notar betrieb. Im Januar 1919 wurde er bei einem Putschversuch Bremer Spartakisten inhaftiert, konnte aber von dem Delmenhorster Stadtbeigeordneten August Jordan befreit werden.
Hadenfeldt war mit Luise Bley verheiratet. Aus der Ehe gingen zwei Kinder hervor. Am 11. März 1911 wurde die Tochter Elise Hadenfeldt geboren, am 6. September 1916 der Sohn Hermann Hadenfeldt.
Bei der Bürgermeisterwahl 1928 in Heide wurde er mit 2324 von 3911 abgegebenen Stimmen gewählt. Das Bürgermeisteramt behielt er trotz der absoluten Mehrheit der NSDAP bei der Kommunalwahl vom 13. März 1933, da laut Gietzelt und Pfeil aus Sicht der Nationalsozialisten die „nationale Zuverlässigkeit“ für ihn sprach. 1937 gab er das Amt aber vor Ablauf seiner Amtsperiode an Karl Herwig ab, der ohne demokratische Legitimation von den Nationalsozialisten eingesetzt wurde.
1933 trug Hadenfeldt die Mitverantwortung für die Entlassung mehrerer Sozialdemokraten aus dem Beamtendienst. Nachdem die jüdische Lehrerin Lilly Wolff entlassen worden war, forderte die NSDAP-Ortsgruppe in Heide, dass Lehrer nicht nur auf ihre arische Abstammung, sondern auch auf ihre politische Einstellung zu prüfen sind. Zudem legte die NSDAP-Ortsgruppe dem Magistrat eine eigene Liste mit Angestellten und Arbeitern der Stadt vor, denen wegen ihrer politischen Unzuverlässigkeit schnellstens gekündigt werden müsse, dem der Magistrat zwei Tage später folgte.
Vor 1933 hatte Hadenfeldt versucht, die Festanstellung der jüdischen Lehrerin Lilly Wolff zu verhindern. Ihre Anstellung wurde vom Land zum 1. Juni 1930 gegen den Widerstand der Stadt Heide und ihres Bürgermeisters durchgesetzt. Lilly Wolff wurde 1942 in Riga ermordet.
Von 1938 an war Hadenfeldt als ehrenamtlicher Leiter der Stadtwerke Heide tätig. 1946 wurde er von der Stadtvertretung zum ehrenamtlichen Stadtdirektor gewählt. Am 1. November 1949 ging er in den Ruhestand. Er wurde im Januar 1952 zum Heider Ehrenbürger ernannt. Die Ehrenbürgerschaft ist aufgrund der antisemitischen und antidemokratischen Handlungen Hadenfeldts umstritten. Der Arbeitskreis Widerstand und Verfolgung im nationalsozialistischen Dithmarschen beantragte am 12. Februar 2007 die Aberkennung der Ehrenbürgerschaft bei der Stadt Heide. Die Verwaltung der Stadt beruft sich darauf, dass Ehrenbürgerrechte nur zu Lebzeiten aberkannt werden könnten. Außerdem sieht sie Hadenfeldt nicht als belastet an.